# Сулейманов, Ренарт Вафич
Ренарт Вафич Сулейманов (род. 27 июля 1937, Уфа) — старший тренер сборной России по пулевой стрельбе из пистолета, заслуженный мастер спорта СССР (1968), заслуженный тренер СССР (1984), бронзовый призёр Олимпийских Игр в Мехико.

## Биография
Является воспитанником уфимского «Динамо», первым тренером был Мироненко А. А. В 1966 — 1972 годах выступал за московский ЦСКА.
После окончания карьеры спортсмена являлся членом исполкома Международного союза стрелкового спорта (1972 — 1978), потом перешёл на тренерскую работу в сборной команде СССР (1976 — 1991), затем и в сборной команде России.
Выступал в качестве технического делегата на чемпионате мира 1974 года в Туне (Швейцария), а также в 1976 году на Олимпийских играх в Монреале
Ренарт Вафич успешно совмещал науку и спорт. Так, в 1960 году он окончил Башкирский государственный университет (ныне Уфимский университет науки и технологий), а уже в 1966 году защитил диссертацию и стал кандидатом физико-математических наук, затем работал доцентом кафедры математического анализа Башкирского государственного университета  (ныне Уфимский университет науки и технологий).
Также он написал книгу «Покоритесь, рекорды».

## Спортивные достижения
- В 1968 году стал бронзовым призёром Олимпиады в Мехико
- В 1970 — чемпион мира (в стрельбе из малокалиберного пистолета)
- В 1962, 1966 и 1970 — чемпион мира (в командном зачете)
- В 1966 — бронзовый призёр чемпионата мира
- В 1959, 1963 и 1969 — чемпион Европы
- В 1965 — бронзовый призёр чемпионата Европы
- В 1958, 1961 — 1965, 1967 — 1969 — чемпион СССР